# 根岸紀子
根岸 紀子（ねぎし のりこ、1968年 - ）は、元ニッポン放送アナウンサー。

## 来歴
群馬県藤岡市出身。1992年3月、法政大学卒業後の同年4月、ニッポン放送に入社。同期入社は、同局元アナウンサーでフリーアナウンサーの荘口彰久、仲佐かおり、相撲ジャーナリストの下角陽子。
現在はすでに退社、引退している。

## 出演番組

### 過去
- 天才テリーの芸能ダマスカス
- つかとのりこのおひるはバッカーン
- つかちゃんのりこのGOGOヒットパラダイス
- 早起き一番!山本元気がんばります